# Campylaimus rimatus
Campylaimus rimatus is een rondwormensoort uit de familie van de Diplopeltidae. De wetenschappelijke naam van de soort is voor het eerst geldig gepubliceerd in 1974 door Vitiello.